# Ruji (Georgia)
Ruji (en georgiano: რუხი; en megreliano: რუხი) es un pueblo de Georgia ubicada en el este de la región de Mingrelia-Alta Esvanetia, parte del municipio de Zugdidi.

## Geografía
Ruji está ubicado en la llanura de Odishi-Guria, en la margen izquierda del río Enguri, a 5 km de Zugdidi. 

## Historia
En la época soviética, en el pueblo operaba la granja colectiva Sakartvelo (hasta 1953, la granja colectiva Beria).

## Demografía
La evolución demográfica de Ruji entre 2002 y 2014 fue la siguiente:
| 5466                                            | 2784 |
| (Fuente: Population of Georgia in Soviet times) |      |

Según el censo de 2014, el 99,9% de la población son georgianos (mingrelianos).

## Economía
El principal ingreso de la población es la agricultura (nueces y té). Ruji tiene grandes plantaciones de té; parte de las plantaciones pertenece a la empresa Geoplant, que produce té con las marcas Gurieli y Rcheuli.

## Infraestructura

### Arquitectura, monumentos y lugares de interés
En el pueblo se encuentra la fortaleza de Ruji, construido por el príncipe mingreliano León II Dadiani en 1647, que anteriormente fue posesión de los príncipes mingrelianos de la casa de Dadiani.

### Transporte
Ruji está en la carretera Zugdidi-Gali. 

## Galería

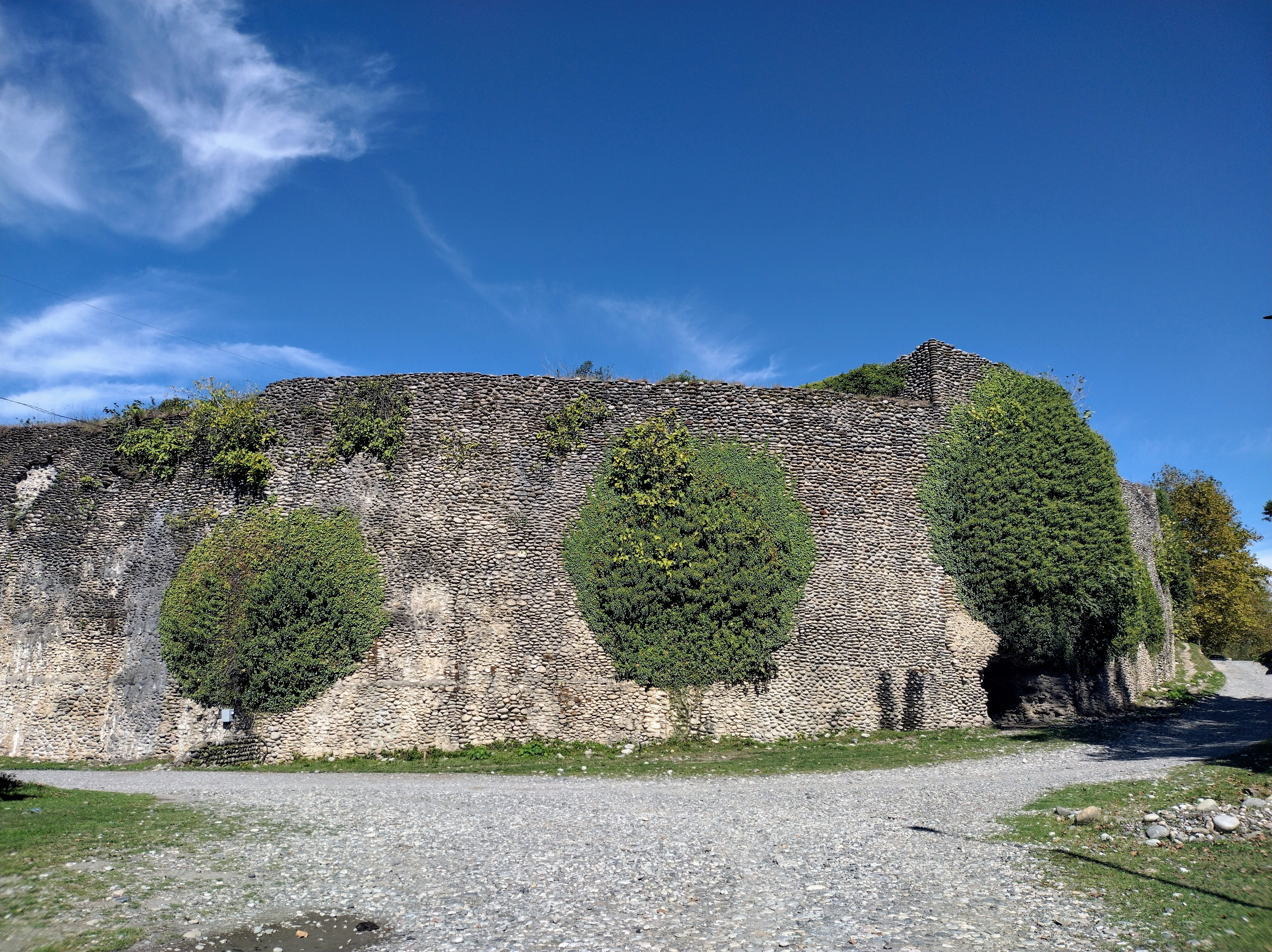
Muro exterior de la fortaleza de Ruji
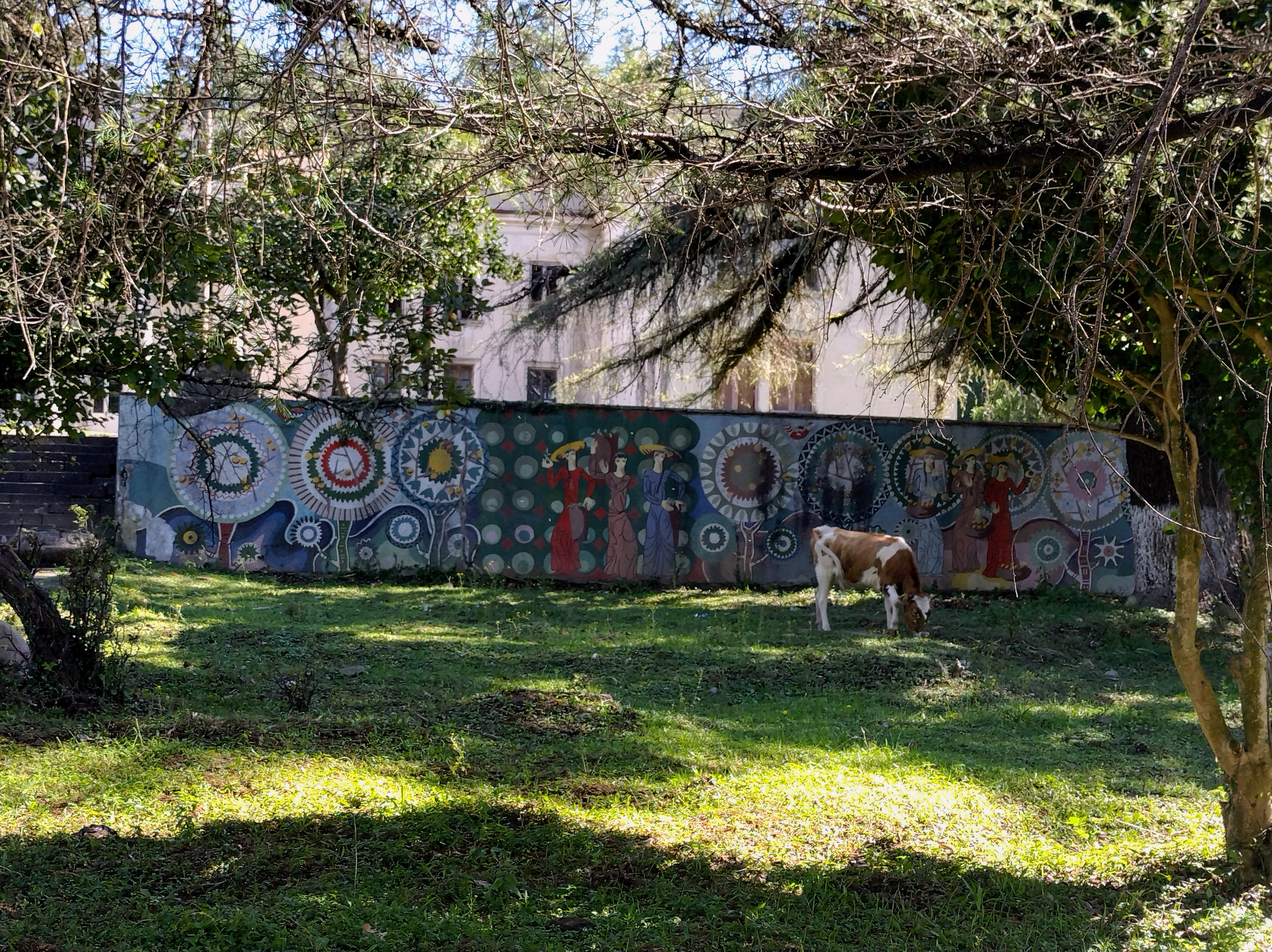
Mosaico cerca de la casa de cultura